# Onoseris donnell-smithii
Onoseris donnell-smithii là một loài thực vật có hoa trong họ Cúc. Loài này được (J.M.Coult.) Ferreyra mô tả khoa học đầu tiên năm 1944.